# UACH FC
Dorados de la Universidad Autónoma de Chihuahua, znany najczęściej jako Dorados UACH – meksykański klub piłkarski z siedzibą w mieście Chihuahua, w stanie Chihuahua. Obecnie gra w Segunda División de México (III szczebel rozgrywek). Domowe mecze rozgrywa na obiekcie Estadio Olímpico de la UACH, mogącym pomieścić 22 tysiące widzów.